# Campeonato mundial B de hockey patines masculino de 2000
El IX Campeonato mundial B de hockey sobre patines masculino se celebró en Reino Unido en 2000, con la participación de quince Selecciones nacionales masculinas de hockey patines: ninguna de las tres últimas clasificadas en el Campeonato mundial A de hockey patines masculino de 1999 (no descendió ninguna por la ampliación de participantes de doce a quince) más quince por libre inscripción. Todos los partidos se disputaron en la ciudad inglesa de Chatham.
Los tres primeros clasificados ascendieron al Campeonato mundial A de hockey patines masculino de 2001. Sin embargo, ya que la selección de Canadá (3.ª) renunció a ascender, Uruguay (4.ª) ascendió en su lugar.

## Equipos participantes
De las 15 selecciones nacionales participantes del torneo, 4 son de Europa, 3 de América, 5 de Asia, 1 de África y 2 de Oceanía.
| Australia     |
| Austria       |
| Bélgica       |
| Canadá        |
| Colombia      |
| Corea del Sur |
| India         |
| Inglaterra    |
| Japón         |
| Macao         |
| Nueva Zelanda |
| Países Bajos  |
| Pakistán      |
| Sudáfrica     |
| Uruguay       |

## Primera Fase

### Grupo A
| Equipo        | Pts | PJ | PG | PE | PP | GF | GC | DG |
| ------------- | --- | -- | -- | -- | -- | -- | -- | -- |
| Nueva Zelanda | 4   | 2  | 1  | 1  | 0  | 5  | 4  | +1 |
| Sudáfrica     | 3   | 2  | 1  | 0  | 1  | 9  | 7  | +2 |
| Macao         | 1   | 2  | 0  | 1  | 1  | 8  | 11 | -3 |

|               | Bandera de Macao | Bandera de Sudáfrica | Bandera de Nueva Zelanda |
| ------------- | ---------------- | -------------------- | ------------------------ |
| Macao         |                  |                      |                          |
| Sudáfrica     | 8-5              |                      |                          |
| Nueva Zelanda | 3-3              | 2-1                  |                          |

### Grupo B
| Equipo     | Pts | PJ | PG | PE | PP | GF | GC | DG  |
| ---------- | --- | -- | -- | -- | -- | -- | -- | --- |
| Inglaterra | 9   | 3  | 3  | 0  | 0  | 51 | 2  | +49 |
| Uruguay    | 6   | 3  | 2  | 0  | 1  | 46 | 12 | +34 |
| India      | 3   | 3  | 1  | 0  | 2  | 17 | 31 | -14 |
| Pakistán   | 0   | 3  | 0  | 0  | 3  | 5  | 74 | -69 |

|            | Bandera de Pakistán | Bandera de Uruguay | Bandera de Inglaterra | Bandera de la India |
| ---------- | ------------------- | ------------------ | --------------------- | ------------------- |
| Pakistán   |                     |                    |                       |                     |
| Uruguay    | 31-3                |                    |                       |                     |
| Inglaterra | 29-1                | 7-0                |                       |                     |
| India      | 14-1                | 2-15               | 1-15                  |                     |

### Grupo C
| Equipo        | Pts | PJ | PG | PE | PP | GF | GC | DG  |
| ------------- | --- | -- | -- | -- | -- | -- | -- | --- |
| Bélgica       | 9   | 3  | 3  | 0  | 0  | 27 | 9  | +18 |
| Canadá        | 6   | 3  | 2  | 0  | 1  | 15 | 10 | +5  |
| Austria       | 3   | 3  | 1  | 0  | 2  | 15 | 12 | +3  |
| Corea del Sur | 0   | 3  | 0  | 0  | 3  | 6  | 32 | -26 |

|               | Bandera de Bélgica | Bandera de Corea del Sur | Bandera de Austria | Bandera de Bélgica |
| ------------- | ------------------ | ------------------------ | ------------------ | ------------------ |
| Bélgica       |                    |                          |                    |                    |
| Corea del Sur | 3-15               |                          |                    |                    |
| Canadá        | 3-7                | 8-0                      |                    |                    |
| Austria       | 3-5                | 9-3                      | 3-4                |                    |

1. ↑  «Copia archivada». Archivado desde el original el 15 de diciembre de 2013. Consultado el 15 de diciembre de 2013.

### Grupo D
| Equipo       | Pts | PJ | PG | PE | PP | GF | GC | DG  |
| ------------ | --- | -- | -- | -- | -- | -- | -- | --- |
| Colombia     | 7   | 3  | 2  | 1  | 0  | 14 | 5  | +9  |
| Países Bajos | 7   | 3  | 2  | 1  | 0  | 10 | 3  | +7  |
| Japón        | 3   | 3  | 1  | 0  | 2  | 11 | 15 | -4  |
| Australia    | 0   | 3  | 0  | 0  | 3  | 9  | 21 | -12 |

|              | Bandera de Colombia | Bandera de los Países Bajos | Bandera de Australia | Bandera de Japón |
| ------------ | ------------------- | --------------------------- | -------------------- | ---------------- |
| Colombia     |                     |                             |                      |                  |
| Países Bajos | 2-2                 |                             |                      |                  |
| Australia    | 2-7                 | 0-5                         |                      |                  |
| Japón        | 1-5                 | 1-3                         | 9-7                  |                  |

## Segunda Fase
Los primeros y segundos de cada grupo de la primera fase se clasificaron para los cuartos de final. Los  terceros de cada grupo disputaron los puestos 9.º al 12.º. Los cuartos de cada grupo compitieron para las plazas 13.ª a la 15.ª.

### Grupo 13-15
| Equipo        | Pts | PJ | PG | PE | PP | GF | GC | DG  |
| ------------- | --- | -- | -- | -- | -- | -- | -- | --- |
| Australia     | 6   | 2  | 2  | 0  | 0  | 36 | 0  | +36 |
| Corea del Sur | 3   | 2  | 1  | 0  | 1  | 9  | 12 | -3  |
| Pakistán      | 0   | 2  | 0  | 0  | 2  | 1  | 34 | -33 |

|               | Bandera de Pakistán | Bandera de Corea del Sur | Bandera de Australia |
| ------------- | ------------------- | ------------------------ | -------------------- |
| Pakistán      |                     |                          |                      |
| Corea del Sur | 9-1                 |                          |                      |
| Australia     | 25-0                | 11-0                     |                      |

### Grupo 9-12
| Equipo  | Pts | PJ | PG | PE | PP | GF | GC | DG  |
| ------- | --- | -- | -- | -- | -- | -- | -- | --- |
| Austria | 7   | 3  | 2  | 1  | 0  | 29 | 10 | +19 |
| Japón   | 7   | 3  | 2  | 1  | 0  | 23 | 8  | +15 |
| Macao   | 3   | 3  | 1  | 0  | 2  | 22 | 20 | +2  |
| India   | 0   | 3  | 0  | 0  | 3  | 14 | 50 | -36 |

|         | Bandera de Macao | Bandera de la India | Bandera de Austria | Bandera de Japón |
| ------- | ---------------- | ------------------- | ------------------ | ---------------- |
| Macao   |                  |                     |                    |                  |
| India   | 8-16             |                     |                    |                  |
| Austria | 9-4              | 17-3                |                    |                  |
| Japón   | 3-2              | 17-3                | 3-3                |                  |

### Fase Final
|  | Cuartos de final | Cuartos de final |              |        | Semifinales            | Semifinales            |  |  | Final | Final |
|  |                  |                  |              |        |                        |                        |  |  |       |       |
|  |                  |                  |              |        |                        |                        |  |  |       |       |
|  |                  |                  |              |        |                        |                        |  |  |       |       |
|  | Nueva Zelanda    | 1                |              |        |                        |                        |  |  |       |       |
|  | Nueva Zelanda    | 1                |              |        |                        |                        |  |  |       |       |
|  | Uruguay          | 4                |              |        |                        |                        |  |  |       |       |
|  | Uruguay          | 4                | Uruguay      | 0      |                        |                        |  |  |       |       |
|  |                  |                  | Uruguay      | 0      |                        |                        |  |  |       |       |
|  |                  | Inglaterra       | 8            |        |                        |                        |  |  |       |       |
|  | Inglaterra       | Inglaterra       | 8            | 7      |                        |                        |  |  |       |       |
|  | Inglaterra       |                  |              | 7      |                        |                        |  |  |       |       |
|  | Sudáfrica        | 0                |              |        |                        |                        |  |  |       |       |
|  | Sudáfrica        | 0                | Inglaterra   | 2      |                        |                        |  |  |       |       |
|  |                  |                  | Inglaterra   | 2      |                        |                        |  |  |       |       |
|  |                  | Países Bajos     | 0            |        |                        |                        |  |  |       |       |
|  | Bélgica          | Países Bajos     | 0            | 2      |                        |                        |  |  |       |       |
|  | Bélgica          |                  |              | 2      |                        |                        |  |  |       |       |
|  | Países Bajos     | 4                |              |        |                        |                        |  |  |       |       |
|  | Países Bajos     | 4                | Países Bajos | 3      | Tercer y cuarto puesto | Tercer y cuarto puesto |  |  |       |       |
|  |                  |                  | Países Bajos | 3      | Tercer y cuarto puesto | Tercer y cuarto puesto |  |  |       |       |
|  |                  | Canadá           | 1            |        |                        |                        |  |  |       |       |
|  | Colombia         | Canadá           | 1            | 3      | Uruguay                | 3                      |  |  |       |       |
|  | Colombia         |                  |              | 3      | Uruguay                | 3                      |  |  |       |       |
|  | Canadá           | 4                |              | Canadá | 8                      |                        |  |  |       |       |
|  | Canadá           | 4                |              |        | 8                      |                        |  |  |       |       |
|  |                  |                  |              |        |                        |                        |  |  |       |       |
|  |                  |                  |              |        |                        |                        |  |  |       |       |

|  | Eliminatoria del 5.º al 8.º | Eliminatoria del 5.º al 8.º |   |               | 5.º y 6.º | 5.º y 6.º |  |
|  |                             |                             |   |               |           |           |  |
|  |                             |                             |   |               |           |           |  |
|  |                             |                             |   |               |           |           |  |
|  | Nueva Zelanda               | 1                           |   |               |           |           |  |
|  | Sudáfrica                   | 3                           |   |               |           |           |  |
|  |                             |                             |   |               |           |           |  |
|  |                             |                             |   |               |           |           |  |
|  |                             |                             |   |               | Sudáfrica | 0         |  |
|  |                             | Colombia                    | 6 |               |           |           |  |
|  |                             |                             |   |               |           |           |  |
|  |                             |                             |   |               |           |           |  |
|  |                             |                             |   |               | 7.º y 8.º |           |  |
|  |                             |                             |   |               |           |           |  |
|  | Bélgica                     | 1                           |   | Nueva Zelanda | 4         |           |  |
|  | Colombia                    | 2                           |   |               | Bélgica   | 6         |  |

## Clasificación final
| 1. Inglaterra     |
| 2. Países Bajos   |
| 3. Canadá         |
| 4. Uruguay        |
| 5. Colombia       |
| 6. Sudáfrica      |
| 7. Bélgica        |
| 8. Nueva Zelanda  |
| 9. Austria        |
| 10. Japón         |
| 11. Macao         |
| 12. India         |
| 13. Austria       |
| 14. Corea del Sur |
| 15. Pakistán      |